# Jiuchi
Jiuchi (kinesiska: 九池) är ett stadsdelsdistrikt i sydvästra Kina. Det ligger i stadsdistriktet Wanzhou i storstadsområdet Chongqing, omkring 220 kilometer nordost om det centrala stadsdistriktet Yuzhong. Antalet invånare är 17 705. Befolkningen består av 8 605 kvinnor och 9 100 män. Barn under 15 år utgör 9,0 %, vuxna 15-64 år 79 %, och äldre över 65 år 10,0 %.